# Liste der Einträge im National Register of Historic Places im Niobrara County

Lage des Niobrara County in Wyoming

Die Liste der Einträge im National Register of Historic Places im Niobrara County in Wyoming führt alle Bauwerke und historischen Stätten im Niobrara County auf, die in das National Register of Historic Places aufgenommen wurden.

## Legende
| NRHP | Historic Place    |
| HD   | Historic District |

## Aktuelle Einträge
| [ 2 ] | Name                                                                                 | Bild                                                                                 | Eintragsdatum                 | Lage | Ort         | Beschreibung                                                                                   |
| ----- | ------------------------------------------------------------------------------------ | ------------------------------------------------------------------------------------ | ----------------------------- | --- | ----------- | ---------------------------------------------------------------------------------------------- |
| 1     | Agate Basin Site                                                                     |                                                                                      | 15. Feb. 1974 ID-Nr. 74002029 | Adresse nicht veröffentlicht                                                                                        | Mule Creek  | Durch William H. Spencer entdeckte archäologische Stätte                                       |
| 2     | C and H Refinery Historic District                                                   | weitere Bilder                                                                       | 16. Jan. 2001 ID-Nr. 00001672 | 402 W. 8th Street 42° 45′ 14″ N, 104° 27′ 27″ W                                                                     | Lusk        | Umfasst das Gebiet der kleinsten funktionierenden Erdölraffinerie weltweit                     |
| 3     | Cheyenne-Black Hills Stage Route and Rawhide Buttes and Running Water Stage Stations | Cheyenne-Black Hills Stage Route and Rawhide Buttes and Running Water Stage Stations | 16. Apr. 1969 ID-Nr. 69000190 | zwei bis 24 km südwestlich von Lusk 42° 46′ 12″ N, 104° 28′ 30″ W                                                   | Lusk        | Umfasst Teile einer historischen Postkutschenroute aus dem Black Hills Gold Rush               |
| 4     | DSD Bridge over Cheyenne River                                                       | weitere Bilder                                                                       | 22. Feb. 1985 ID-Nr. 85000429 | County Road CN14-46 43° 25′ 16″ N, 104° 7′ 53″ W                                                                    | Riverview   | 1915 erbaute Fachwerkbrücke über den Cheyenne River                                            |
| 5     | Lusk Water Tower                                                                     | weitere Bilder                                                                       | 12. Aug. 1991 ID-Nr. 91000997 | An den Schienen der Chicago and North Western Railroad, gegenüber dem U.S. Highway 20 42° 45′ 46″ N, 104° 26′ 34″ W | Lusk        | Historischer Wasserturm aus dem Jahr 1886 an der Strecke der Chicago and North Western Railway |
| 6     | Site of Ferdinand Branstetter Post No. 1, American Legion                            | weitere Bilder                                                                       | 30. Sep. 1969 ID-Nr. 69000194 | U.S. Highway 20 42° 39′ 47″ N, 104° 5′ 25″ W                                                                        | Van Tassell |                                                                                                |

## Belege
1. ↑  National Register of Historical Places - WYOMING (WY), Niobrara County. Abgerufen am 14. Juli 2021.
2. ↑  Die Nummerierung in dieser Listenspalte ist an der vom National Park Service vorgelegten Reihenfolge der Einträge orientiert; die Farben unterscheiden verschiedene Schutzgebietstypen des Nationalparksystems mit landesweiter Bedeutung (z. B. National Historic Landmarks) von den sonstigen Einträgen im National Register of Historic Places.